# Louis Marie Pons
Louis Marie Pons fue un diplomático francés.
- Louis Marie Pons fue hijo de Marie Descola y Luis Rafael Pons, notario.
- De 1933 a 1942 fue general de residencia en Marruecos.
- En 1943 fue estacionado en Túnez.
- En 1945 fue adscrito al Departamento del Interior.
- En 1945 fue Subprefecto de hueso.
- De 1947 a 1954 fue destinado en Marruecos.
- De 1954 a 1955 fue empleado en París en la secretaría de la conferencia.
- En 1957 fue designado consejero de Asuntos Exteriores.
- En 1959 fue director general de Subfunciones.
- De 1961 a 1964 fue embajador en Conakri (Guinea)
- En 1963 fue designado Ministro plenipotenciario.
- De 1964 a 1968 fue embajador en Bucarest (Rumania).
- De 1970 a 1973 fue director de la Oficina francesa de protección de refugiados y apátridas.
- En 1974 se retiró.
- De 1975 a 1981 fue Oficial de Políticas de la Oficina del Secretario de Estado de Acción Social.
- En 1949 fue Auditor del Centro de estudios avanzados administrativos  y 1952 el Instituto de estudios de Defensa nacional mayores.

## decoración
Oficial de la Legión de Honor, Comendador de la Orden Nacional del Mérito, 39-45 Cruz de Guerra, Oficial de las Palmas Académicas, bronce medalla de estrella, el comandante de la Wissam alauita.